# Örökség (film, 2018)
Az Örökség (eredeti cím: Hereditary) 2018-ban bemutatott amerikai természetfeletti horrorfilm, melyet Ari Aster írt és rendezett, rendezői debütálásaként. A főszereplők Toni Collette, Alex Wolff, Milly Shapiro, Ann Dowd és Gabriel Byrne.
Világpremierje 2018. januárt 21-én volt a Sundance Filmfesztiválon. Az Amerikai Egyesült Államokban 2018. június 8-án került a mozikba. Magyarországon egy nappal hamarabb, június 7-én mutatták be szinkronizálva a Vertigo Media Kft. forgalmazásában.
A film pozitív visszajelzéseket kapott a kritikusoktól,akik „érzelmi szempontból igazán, felkavaróan erősnek” nevezték azt. Több mint 79 millió dolláros bevételével az A24 által forgalmazott legnagyobb bruttó bevételt hozó produkció lett. A Metacritic oldalán a film értékelése 49 vélemény alapján 87% a 100-ból. A Rotten Tomatoeson az Örökség 89%-os minősítést kapott, 267 értékelés alapján..

## Cselekmény
|  | Alább a cselekmény részletei következnek! |

A miniatúrákra szakosodott Annie Graham (Toni Collette), a férjével, Steve-vel (Gabriel Byrne), a 16 éves fiával, Peterrel (Alex Wolff) és 13 éves lányával, Charlieval (Milly Shapiro) él. Annie, a nem régen elhunyt titokzatos anyjának temetésén elmagyarázza, hogy a kapcsolatuk ő és közte nem volt túl szoros. Rövid idő után, Steve tájékoztatást kap arról, hogy Ellen sírját meggyalázták, Annie pedig a dolgozószobájának sötét sarkában „látja” az anyja szellemét. A szeretteiket elvesztett támogató csoportban Annie feltárja, hogy a felnövekvő családjának egy része olyan mentális betegségben szenved, amely később halált is eredményezhet.
Másnap, Annie megkéri Peter-t, hogy vigye el magával Charlie-t is a barátjának házibulijába. Ott a fiú felügyelet nélkül hagyja Charlie-t, majd ő egy olyan mogyorót tartalmazó tortát eszik, amelyre allergiás, így anafilaxiás roham kapja el. A kórház felé vezető úton, Charlie kihajol az ablakon, hogy elegendő oxigént kapjon. Közben, Peter egy halott állat tetemét próbálja kikerülni az úttesten, aminek hatására Charlie egy telefon póznával ütközve, leszakad a feje. Charlie fájdalmas családi temetése után, Annie és Peter között fokozódnak a vitatkozások. Peter-t egyre jobban kezdi gyötörni Charlie elvesztése.
Annie a támogatócsoport egyik tagjával, Joannal összebarátkozik és elmondja neki, hogy alvajáró. Elmesél egy régi incidens is; pár évvel ezelőtt felébredt, és ott állt Peter valamint Charlie ágya mellett, s mindkettejük csupa festék hígító volt. Egy csomag gyufával és egy üres hígítós flakonnal ott állva, felébred  a gyufa sercenésére, amelyre Peter is egyidejűleg, majd ordítani kezdett. Joan azt tanácsolja Annienek, hogy tartson szeánszot, Charlie kapcsolatba lépése érdekében.
Egy rémálomban, Annie elmondja Peternek, hogy megpróbálta őt elvetetni, amikor állapotos volt. Ekkor felriad, és meggyőzi családját, hogy kíséreljék meg a szeánszot, amelynek során Charlie látszólag megszállja őt, míg Steve egy pohár vízzel le nem önti. Annie gyanítja, hogy Charlie szelleme rosszindulatú. Chralie vázlatfüzetét a kandallóba veti, de az inge ujja is elkezd égni. Kiveszi onnan, és elmegy Joan lakásához tanácsot kérni, ám Joan-t sehol sem találja.
Annie az édesanyja dolgai között talál egy fényképalbumot, amiben Joan és Ellen számos képen látható együtt, valamint talál egy Paimon nevű démonról szóló könyvet, aki egy sérülékeny hím gazda testében kíván élni. A padláson Annie rábukkan egy furcsa szimbólumra a falon, és egy lefejezett holttestre, aki vélhetően az édesanyja. Az iskolában Peter szemmel láthatólag megszállott lesz, és eltöri saját orrát. Annie feltárja Steve-nek az anyja testét és a vázlatfüzetet, de Steve azt gyanítja Annie-ről, hogy ő gyalázta meg Ellen sírját. Annie könyörögve kéri férjétől, hogy égesse el a vázlatot, a kísértés megállítása és az életének feláldozása végett, de Steve megtagadja őt azt feltételezve, hogy teljesen megőrült. A feldühödött Annie kikapja a füzetet a kezéből, és a kandallóba dobja, melynek hatására Steve lángra lobban.
Peter felébred, és megtalálja az apja szénné égett holttestét a padlón, miközben a megszállott Annie a plafonról figyeli őt. Annie ellebeg a meztelen boszorkánygyülekezet néhány tagjai közé. Peter kiugrik az ablakon, és eszméletlenné válik. Hamarosan egy fény lép be a fiú testébe, és lábra áll. Annie levitáló testét elkezdi követni Charlie régi faházába, ahol Charlie levágott feje egy Manöken tetejére van megkoronázva. Joan, más boszorkánytagok, az anyja és a nagymamája is meghajlanak neki. Koronával megilletve őt, Joan üdvözli Charlie és Paimon mellett, kijelentve, hogy mostanra felszabadult a női gazdájától, és szabadon uralkodik mindenki felett.
|  | Itt a vége a cselekmény részletezésének! |

## Szereplők
| Szerep         | Színész       | Magyar hang     |
| -------------- | ------------- | --------------- |
| Annie Graham   | Toni Collette | Spilák Klára    |
| Steve Graham   | Gabriel Byrne | Jakab Csaba     |
| Peter Graham   | Alex Wolff    | Berkes Bence    |
| Charlie Graham | Milly Shapiro | Luter Franciska |
| Joan           | Ann Dowd      | Zsurzs Kati     |